# Manjhanpur
Manjhanpur è una suddivisione dell'India, classificata come nagar panchayat, di 14.150 abitanti, capoluogo del distretto di Kaushambi, nello stato federato dell'Uttar Pradesh. In base al numero di abitanti la città rientra nella classe IV (da 10.000 a 19.999 persone).

## Geografia fisica
La città è situata a 25° 31' 60 N e 81° 22' 60 E e ha un'altitudine di 89 m s.l.m..

## Società

### Evoluzione demografica
Al censimento del 2001 la popolazione di Manjhanpur assommava a 14.150 persone, delle quali 7.522 maschi e 6.628 femmine. I bambini di età inferiore o uguale ai sei anni assommavano a 2.471, dei quali 1.248 maschi e 1.223 femmine. Infine, coloro che erano in grado di saper almeno leggere e scrivere erano 7.722, dei quali 4.835 maschi e 2.887 femmine.